# Oligosahariltransferaza
Oligosahariltransferaza ili OST (EC 2.4.1.119) je membranski proteinski kompleks koji prenosi 14-šećerni oligosaharid sa dolihola na novoformirani protein. Ovo je tip glikoziltransferaze. Šećer  (gde je Glc=glukoza, Man=manoza, i GlcNAc=N-acetilglukozamin) je vazan za asparaginski (Asn) ostatak sekvence Asn-X-Ser ili Asn-X-Thr, gde je X bilo koja aminokiselina izuzev prolina. Ova sekvenca se naziva glikozilacionim sekvonom. Reakcija koju katalizuje OST je centralni korak u putu -vezane glikozilacije.

## Location
OST je komponenta translokona u membrani endoplazmatičnog retikuluma (ER). Za lipid vezani sržni oligosaharid se formira na membrani endoplazmičnog retikuluma i prenosi se do određenih asparaginskih ostataka novoformiranih polipeptidnih lanaca posredstvom oligosaharil transferaznog kompleksa. OST aktivno mesto je locirano oko 4 nm od lumenalnog lica ER membrane.
Ovaj enzim obično deluje tokom translacije pri ulazu novog proteina u ER, ali se ova kotranslaciona glikozilacija ipak naziva posttranslacionom modifikacijom. Poznato je nekoliko primera OST aktivnosti nakon završetka translacije. Trenutno shvatanje je da do posttranslacione aktivnosti može doći ako je protein loše savijen ili se sporo savija.

## Struktura i funkcija
Kvaščani OST se sastoji od osam različitih transmembranskih proteina unutar tri potkompleksa (jedan od kojih je OST4). Ovi oktameri ne formiraju oligomer višeg reda, a tri od osam proteina su i sami glikozilovani. Poznato je da OST kod sisara ima sličnu kompoziciju.
Smatra se da se OST sastoji od mnoštva podjedinica zato što mora da:
1. Pozicionira sebe u blizini translokonske pore.
2. Prepozna i veže oligosaharildolihol.
3. Skenira novi protein da bi prepoznao i vezao sekvone.
4. Pomera ta dva velika supstrata u njihove korektne lokacije i konformacije.
5. Aktivira azotni atom Asn amida radi transfera oligosaharida.
6. Oslobodi svoje supstrate.

Katalitički aktivna podjedinica OST se naziva STT3. Postoje dva paraloga kod eukariota, koji se nazivaju STT3A i STT3B. STT3A je prvenstveno odgovoran za kotranslacionu glikozilaciju novog polipeptida dok ulazi u lumen endoplazmičnog retikuluma, dok STT3B isto tako može da posreduje posttranslacionu glikozilaciju. Struktura PglB, prokariotskog homologa STT3 je rešena. Visok stepen sličnosti sekvenci prokariotskog i eukariotskog STT3 sugeriše da su njihove prostorne strukture slične.

## Klinički značaj
CDG sindromi su genetički poremećaji glikozilacionog puta. Oni se označavaju kao  ako je defektivan gen za enzim koji učestvuje u formiranju ili transferu -doliholnog prekurzora. Oni se svrstavaju u „tip II” ako se defektivni korak javlja nakon dejstva OST u putu -vezane glikozilacije ili O-vezane glikozilacije.

## Spoljašnje veze
- oligosaccharyltransferase на 